# Radio 021
Radio 021 (pun pravni naziv: Radiodifuzno preduzeće „021“) je regionalna medijska kuća iz Novog Sada koja u svom sastavu ima lokalnu radio-stanicu Radio 021, regionalni informativni sajt 021 (www.021.rs) i Radio kafe.

## Istorija
Kompanija je osnovana 9. juna 1997. godine, a osnivači su bili Skupština Grada Novog Sada, NIP "In-press" iz Beograda i "Audio konstruktor" iz Novog Sada, sa jednakim vlasničkim udelom. Grad Novi Sad je odlukom gradonačelnice Maje Gojković od 4. maja 2005. godine prodao svoj vlasnički udeo, a 021 ga po pravu preče kupovine otkupio za 650.000 dinara, pa je od tada preduzeće u privatnom vlasništvu zaposlenih i nekadašnjih radnika ove kuće.
Osnovan kao gradski informativni radio i medij nezavisan od političkih uticaja, Radiju 021 je tokom devedesetih dva puta nasilno prekidan program oduzimanjem predajnika, a 6. aprila 2000. u potpunosti je izgoreo u požaru koji je zahvatio zgradu Radničkog univerziteta gde su mu i bile smeštene prostorije. Uzrok požara, u kojem je život izgubila Milica Prostran, nikada nije precizno utvrđen, niti je bilo ko zbog toga odgovarao.
U oktobru 2000. godine 021 je pokrenuo još  jednu radio-stanicu - Multiradio, čiji je program bio na pet jezika manjinskih zajednica Vojvodine (mađarski, slovački, rumunski, rusinski i romski), ali je ona ugašena 2008. jer nije dobila dozvolu za emitovanje programa na konkursu za dodelu frekvencija.
U januaru 2007. godine 021 je otvorio prvi Radio kafe u Srbiji. U ovom prostoru rezervisanom za kulturna i klupska dešavanja, gostuju i predstavljaju se najatraktivniji pisci, publicisti i autori iz različitih oblasti, a u večernjim satima organizuju se koncerti, plesne večeri, filmske projekcije, standup komedije, promocije knjiga i tribine.
SEENAPB mreža, koja je okupljala privatne radio stanice iz devet država, dodelila je 2007. godine Radiju 021 specijalno priznanje za najbolji lokalni radio u Jugoistočnoj Evropi.
Magazin PC Press, koji svake godine objavljuje listu od 50 najboljih domaćih sajtova u Srbiji, 2017. svrstao je portal 021.rs među najbolje informativne sajtove u Srbiji. Iste godine, preduzeće je obeležilo dve decenije postojanja organizovanjem medijske konferencije "Nepodnošljiva lakoća informisanja".

## Uređivačka politika
021 je, kao društveno odgovoran medij, svoj uređivački koncept usmerio ka otporu prema kulturnom i političkom populizmu, izveštavanju o spornim političkim i društvenim pitanjima, promovišući istraživačko novinarstvo i uvažavajući vrednosti građanskog društva.
Putem svoja dva medija prati važne političke, društvene, socijalne i ekonomske teme, insistira na tolerantnoj komunikaciji i uvažavanju kulturnih, etničkih, polnih i drugih razlika. Stečeni kredibilitet je baziran na medijskom profesionalizmu i nezavisnoj uređivačkoj politici. Često je izložen političkim pritiscima, a neretko hakerskim napadima.
Radijski program je usmeren na lokalnu zajednicu i emituje se na frekvenciji 92,2 MHz za područje Novog Sada, dok se putem svog elektronskog izdanja na internetu 021 obraća daleko široj publici, od lokalne, preko nacionalne, do regionalne. Na radiju se primenjuje Adult contemporary muzički format, usklađen prema zahtevima ciljne grupe.
Prema istraživanjima Ipsos Strategic Marketinga, Radio 021 je tradicionalno najslušanija radio-stanica u Novom Sadu u populaciji starijoj od 25 godina, dok je Portal 021 jedan od najpopularnijih informativnih sajtova u Srbiji po podacima Gemiusa i ujedno najuticajniji medij koji izveštava sa područja Novog Sada.
Kao društveno-odgovoran medij, 021 je u lokalnoj zajednici prepoznat po čestim humanitarnim akcijama. Od 2009. do 2012. uz pomoć svojih slušalaca i čitalaca, 021 je prikupio preko 7.000 knjiga kojima je opremio biblioteke Dečije bolnice, Instituta za kardiovaskularne bolesti, Gerontološkog centra i Okružnog zatvora.
Radio 021 je od osnivanja punopravni član Asocijacije nezavisnih elektronskih medija ANEM i jedan od osnivača udruženja radio-stanica RAB Srbija, dok je Portal 021 osnivač Asocijacije onlajn medija AOM i regionalni partner BBC njuz  onlajn redakcije na srpskom jeziku.
Glavni i odgovorni urednik je Slobodan Krajnović (2005 - danas).

## Zanimljivosti
Svi nacionalni i regionalni mediji preneli su 1. aprila 2004. godine vest da je tadašnji savezni ministar za kapitalne investicije Velimir Ilić naseo na prvoaprilsku šalu Radija 021 potvrđujući da se sreo sa američkim biznismenom Stivom Bogdanovićem, likom kojeg je izmislila redakcija.
Ogromnu pometnju među novosadskim političarima i novinarima izazvala je prvoaprilska šala Radija 021 1. aprila 2005. godine kada je objavljeno kako je redakcija došla u posed DVD-a pod nazivom "Novosadski grupnjak", a na kojem su u orgijama snimljeni pojedini lokalni političari.
Britanski Miror je 28. januara 2015. godine preneo pisanje portala 021 o osveštavanju vode iz novosadskog Vodovoda, upoređujući događaj sa jednom epizodom iz serije "Mućke".
Na Dan žalosti u Novom Sadu zbog smrti kantautora Đorđa Balaševića, Radio 021 je 21. februara 2021. godine, tokom celog dana u svom programu puštao samo Balaševićeve pesme umesto zakonom obavezujuće klasične muzike. Putem striminga 021 se tog dana slušao u čak 67 zemalja sveta.

## Literatura
- Krstić, Aleksandra (2012). Novinarstvo i medijska     industrija u Srbiji - profesionalni dobitak, ekonomski gubitak. CM - časopis, god. 7, br. 24.
- Popov, Dušan (2003). Radio 021 - odrednica. U: Enciklopedija Novog Sada, knjiga     22. Novi Sad: Novosadski klub i Gradska biblioteka.
- Pralica, Dejan (2010). Diskurs radija. Novi Sad: Media Art Service International.
- Pralica, Dejan (2010). Lokalni radio u višejezičnoj sredini - primer Autonomna Pokrajina     Vojvodina (doktorska disertacija). Beograd: Fakultet političkih nauka.
- Pralica, Dejan (2017). “021” od radija do portala: 20     godina lokalnog aktivizma. U: Digitalne     medijske tehnologije i društveno-obrazovne promene. Novi Sad:     Filozofski fakultet.
- Vasić, Vera (2004). Pusti Ventil Radija 021. Novi Sad: Futura publikacije i Ženske     studije i istraživanja Mileva Marić Ajnštajn.
- Zlatković, Jovanka (2001). Uzvodno do 021. Novi Sad: Radio 021.

## Spoljašnje veze
- Званични веб-сајт